# Nilton Pacheco de Oliveira
Nilton Pacheco de Oliveira (Salvador, 26 de julio de 1920 - Río de Janeiro, 26 de junio de 2013) fue un jugador de baloncesto brasileño, medalla de bronce con Brasil en los Juegos Olímpicos de Londres 1948.